# Chris Amon Racing
Chris Amon Racing – były zespół i konstruktor Formuły 1, założony przez Chrisa Amona. Wziął udział w jednym Grand Prix w 1966 roku. Założony ponownie w 1974 roku, wziął udział w czterech Grand Prix.

## Historia
Zespół został założony przez Chrisa Amona w 1966, kiedy to wynajął Brabhama BT11 na Grand Prix Włoch. Nie zakwalifikował się do tego wyścigu.
W 1973 Amon był kierowcą Tecno, który to zespół osiągał słabe wyniki i upadł. Jednakże Amon był zachęcony projektem modelu Tecno PA123B autorstwa Gordona Fowella. Zdecydował się na założenie własnego zespołu Formuły 1, otrzymał wsparcie finansowe Johna Daltona i ściągnął do zespołu Fowella. Zaprojektowany przez niego model F101 przypominał w niektórych obszarach Lotusa 72, między innymi w wyrafinowanym zawieszeniu opartym na drążkach skrętnych.
Przedsięwzięcie nie powiodło się. Amon zakwalifikował się do pierwszego Grand Prix, ale odpadł z wyścigu. Zarówno Amon jak i Larry Perkins nie zakwalifikowali się do Grand Prix Niemiec. Amon nie zakwalifikował się ponownie do Grand Prix Włoch. Po Grand Prix Włoch, gdy pieniądze się skończyły, zespół został rozwiązany.

## Wyniki w Formule 1
| Legenda oznaczeń w tabelach wyników Wyświetl szablon na nowej stronie | Legenda oznaczeń w tabelach wyników Wyświetl szablon na nowej stronie                                                                     |
| Oznaczenie                                                            | Wyjaśnienie |
| --------------------------------------------------------------------- | --- |
| Złoty                                                                 | Zwycięzca lub mistrzostwo |
| Srebrny                                                               | 2. miejsce lub wicemistrzostwo |
| Brązowy                                                               | 3. miejsce lub II wicemistrzostwo |
| Zielony                                                               | Ukończył, punktował (w klasyfikacji generalnej, gdy zdobył co najmniej jeden punkt na przestrzeni sezonu, poza trzema powyższymi opcjami) |
| Niebieski                                                             | Ukończył, nie punktował (w klasyfikacji generalnej, gdy nie zdobył co najmniej jednego punktu na przestrzeni sezonu)                      |
| Czerwony                                                              | Nie zakwalifikował się (NZ) |
| Czerwony                                                              | Nie prekwalifikował się (NPK) |
| Różowy                                                                | Nie ukończył (NU) |
| Różowy                                                                | Niesklasyfikowany (NS) (w klasyfikacji generalnej, gdy nie został sklasyfikowany w żadnym wyścigu sezonu)                                 |
| Czarny                                                                | Zdyskwalifikowany (DK) |
| Czarny                                                                | Wykluczony (WYK/EX) |
| Biały                                                                 | Nie wystartował (NW) |
| Biały                                                                 | Kontuzjowany (K/INJ) |
| Biały                                                                 | Wyścig odwołany (OD/C) |
| Bez koloru                                                            | Został wycofany (WYC/WD) |
| Bez koloru                                                            | Nie przybył (NP/DNA) |
| Bez koloru                                                            | Nie brał udziału w treningach (NT/DNP) |
| Bez koloru                                                            | Nie został zgłoszony (–) |
| Pogrubienie                                                           | Start z pole position |
| Kursywa                                                               | Najszybsze okrążenie wyścigu |
| †                                                                     | Nie ukończył, ale jego rezultat został zaliczony ze względu na przejechanie więcej niż 90% dystansu wyścigu.                              |
| *                                                                     | Sezon w trakcie |
| 1/2/3                                                                 | Punktowana pozycja w sprincie kwalifikacyjnym                                                                                             |
| Lista systemów punktacji Formuły 1                                    | |

| Sezon | Samochód     | Silnik  | Opony | Kierowcy      | 1   | 2   | 3   | 4   | 5   | 6   | 7   | 8   | 9   | 10  | 11  | 12  | 13  | 14  | 15  | Pkt. | Msc. |
| ----- | ------------ | ------- | ----- | ------------- | --- | --- | --- | --- | --- | --- | --- | --- | --- | --- | --- | --- | --- | --- | --- | ---- | ---- |
| 1966  | Brabham BT11 | BRM V8  | F     |               | MCO | BEL | FRA | GBR | NLD | DEU | ITA | USA | MEX |     |     |     |     |     |     | 1    | 12   |
| 1966  | Brabham BT11 | BRM V8  | F     | Chris Amon    |     |     |     |     |     |     | NZ  |     |     |     |     |     |     |     |     | 1    | 12   |
| 1974  | Amon F101    | Ford V8 | F     |               | ARG | BRA | ZAF | ESP | BEL | MCO | SWE | NLD | FRA | GBR | DEU | AUT | ITA | CND | USA | 0    | NS   |
| 1974  | Amon F101    | Ford V8 | F     | Chris Amon    |     |     |     | NU  |     | NW  |     |     |     |     | NZ  |     | NZ  |     |     | 0    | NS   |
| 1974  | Amon F101    | Ford V8 | F     | Larry Perkins |     |     |     |     |     |     |     |     |     |     | NZ  |     |     |     |     | 0    | NS   |